# Ozero Krusjinovskoje
Ozero Krusjinovskoje (ryska: Озеро Крушиновское) är en sjö i Belarus.   Den ligger i voblasten Homels voblast, i den centrala delen av landet, 170 km öster om huvudstaden Minsk. Ozero Krusjinovskoje ligger 143 meter över havet. Arean är 0,83 kvadratkilometer. Den sträcker sig 1,7 kilometer i nord-sydlig riktning, och 0,9 kilometer i öst-västlig riktning.
Omgivningarna runt Ozero Krusjinovskoje är en mosaik av jordbruksmark och naturlig växtlighet. Runt Ozero Krusjinovskoje är det ganska glesbefolkat, med 32 invånare per kvadratkilometer.